# ARC Independiente (FM-54)
El ARC Independiente (FM-54) es la cuarta y última fragata adquirida tipo FS-1500 Construido en los astilleros Howaldtswerke en Kiel, Alemania. Es la última de cuatro fragatas misileras adquiridas en el marco del plan Neptuno incorporándose en julio de 1984 y desde entonces ha surcado el territorio marítimo, ayudando a preservar la vida en el mar, a controlar el tráfico ilícito y contribuyendo a la preservación de los recursos naturales para beneficio de la nación. Su tarea fundamental el garantizar la soberanía nacional con el desarrollo de múltiples y diferentes operaciones navales tanto en el mar Caribe como en el Océano Pacífico.
La Unidad lleva este nombre en honor al Bergantín Barca Independiente , que fue el buque insignia de la flota naval, comandada por el Almirante José Prudencio Padilla, en la batalla del lago de Maracaibo librada el 24 de julio de 1823, durante la Guerra de Independencia de Colombia. Durante ese combate en horas de la mañana, durante la proclama dirigida a sus hombres antes de iniciar la histórica contienda, nace la expresión "morir o ser libres", frase eslogan del escudo de la unidad.

## Características
Para el año 2010 se repotenciaron la fragata en los muelles de la base naval 'ARC Bolívar' trabajos realizados por Cotecmar.
se le instalaron nuevos sistemas que remplazaron a los desactualizados, entre los sistemas a reeplazar y los nuevos instalados:
• El Radar SMART-S Mk2 que reemplazará al radar Sea Tiger TSR-3004. 
 • El Sistema de combate TACTICOS que reemplaza al sistema de combate VEGA II.
 • El director de tiro STING-EO Mk2 que reemplazará al director de tiro CASTOR 2B.
 • El director de tiro MIRADOR ue remplazara al director de tiro CANOPUS.
 • El sistema ESM VIGILE que reemplazará al sistema ESM DR3000.
 • El lanzador de Chaff/Señuelos SKSW DL-12T que reemplazará al lanzador CSEE DAGAIE Mk2.
 • Motores MTU M-93 Series 4000 reemplazaran a los motores MTU 1163TB92.
 • Así mismo que se modernizaran los sistemas de comuicaciones con a incorporación de DataLink, Inmarsat, GMDSS